# José Juan Macías
José Juan Macías Guzmán (* 22. September 1999 in Guadalajara, Jalisco) ist ein mexikanischer Fußballspieler auf der Position eines Stürmers, der einem Bericht aus dem Jahr 2020 zufolge als „wertvollster Spieler“ der Liga MX angesehen wurde.

## Laufbahn
Macías begann seine Laufbahn im Nachwuchsbereich seines Heimatvereins Club Deportivo Guadalajara, für dessen Nachwuchsteam er zunächst zwischen 2015 und Anfang 2017 in der Tercera División 37 Einsätze absolvierte und 18 Tore erzielte. Außerdem absolvierte er in der Saison 2016/17 für die U-17-Mannschaft des Vereins 28 Ligaspiele in der U-17-Meisterschaftsrunde, in denen ihm ebenfalls 18 Treffer gelangen. 
Aufgrund seiner Torgefährlichkeit holte Chivas-Trainer Matías Almeyda ihn zur Saison 2017/18 in die erste Mannschaft. Sein Debüt gab Macías im Supercup-Finale gegen die UANL Tigres, das am 16. Juli 2017 ausgetragen und 0:1 verloren wurde. Bereits eine Woche später gab er am 22. Juli 2017 in einem torlosen Heimspiel gegen Deportivo Toluca sein Debüt in der höchsten mexikanischen Spielklasse. 
Sein erstes Tor für die erste Mannschaft erzielte Macías in einem am 9. August 2017 ausgetragenen Gruppenspiel der Copa México beim FC Juárez, das durch seinen frühen Treffer in der 12. Minute 1:0 gewonnen wurde. Seine ersten Tore in der höchsten Spielklasse erzielte er am 28. Oktober 2017, als er zwei Treffer zum 3:1-Heimsieg gegen den Club Tijuana beisteuerte. 
Darüber hinaus war Macías auch in der CONCACAF Champions League erfolgreich und erzielte im Februar 2018 sowohl im Hin- als auch im Rückspiel des Achtelfinals gegen den Cibao FC jeweils einen Treffer zu den 2:0- und 5:0-Siegen seines Vereins.
Das komplette Kalenderjahr 2019 verbrachte Macías auf Leihbasis beim Club León, für den er insgesamt 32 Punktspiele in der höchsten mexikanischen Spielklasse absolvierte und zu 16 Torerfolgen kam.
Im Oktober und November 2019 bestritt er 5 Länderspieleinsätze für die mexikanische Fußballnationalmannschaft, bei denen ihm insgesamt 4 Treffer gelangen.
Im Sommer 2021 wurde der Mexikaner für eine halbe Saison an den FC Getafe ausgeliehen und spielte somit erstmals in Europa.
Aktuell (Juli 2024) steht Macías bei Santos Laguna unter Vertrag.